# 4513 Louvre
4513 Louvre este un asteroid din centura principală, descoperit pe 30 august 1971 de Tamara Smirnova.